# Bruno Madinier
Bruno Madinier (ur. 10 maja 1960 w Paryżu) – francuski aktor. 
Jego ojciec był bankierem, a matka zajmowała się wychowaniem szóstki dzieci. Ukończył Conservatoire national supérieur de musique et de danse de Paris (CNSMDP). Występował w spektaklach teatralnych: Les Vacances,  Naïves Hirondelles (1981), Pentezylea (1982), Melita Pierre Corneille'a (1984–85), La Galerie du Palais (1985), L'Excès contraire Françoise Sagan (1987–88), Conversation entre Virginia Woolf et Lytton Strachey (1988), La Place Royale (1990), Flip (1998), L'amour est enfant de salaud (2003) i Lustro Arthura Millera (2005).
Zadebiutował na dużym ekranie w dramacie wojennym Królewskie wakacje (Vacances royales, 1980). Na planie komedii Słodki rewanż (Sweet Revenge, 1990) partnerował Rosannie Arquette i Carrie Fisher. W miniserialu Kamienie śmierci (Dolmen, 2005) wystąpił jako komendant policji Lucasa Fersena, który pomaga w śledztwie głównej bohaterce Marie.
Ma żonę Camille. Pobrali się rok po urodzeniu starszego syna Arthura. Drugi syn ma na imię Louis.

## Wybrana filmografia
- 2008: Jamais 2 sans 3 jako Alex Le Guen
- 2007: Le Sanglot des anges jako L'inspecteur Berger
- 2007: La Main blanche jako Franck Mercoeur
- 2007: La Prophétie d'Avignon jako David Perisse
- 2006: Premier suspect jako Alain Mercier
- 2006: La Tempête jako Thomas
- 2005: Kamienie śmierci (Dolmen) jako Lucas Fersen
- 2003: Błękit oceanu (Le Bleu de l'océan) jako Paul Delcourt
- 2002: Mortes de préférence jako Serge Picard
- 2000: L'Amour sur un fil jako Mathieu
- 1998: Les Marmottes jako Stéphane
- 1993: Les Noces de carton jako Paul Martineau-Dubreuil
- 1992: Les Cordier, juge et flic jako Bruno Cordier
- 1991: Salut les coquins jako Decourt
- 1991: Le Billard écarlate jako Éric
- 1991: Napoléon et l'Europe
- 1990: Słodki rewanż (Sweet Revenge) jako Phil
- 1990: Le Lien du sang jako Daniel
- 1990: Julie de Carneilhan jako Coco Vatard
- 1988: L'Exc&egrave's contraire (TV) jako Frédéric
- 1985: Le Réveillon (TV) jako Jean
- 1983: Trois morts à zéro (TV) jako Thierry
- 1980: Vacances royales jako Michel